# Министерство на икономиката и енергетиката на България
Министерството на икономиката и енергетиката (МИЕ) е министерство в България, съществувало в периода 2005 – 2009, 2009 – 2013 и 2013 – 2014 година.

## История
То е приемник на бившето Министерство на енергетиката и енергийните ресурси, съществувало от 2001 до 2005 година и Министерството на икономиката, от 1999 до 2005 година. Слято е през август 2005 г. от XL народно събрание под името Министерството на икономиката и енергетиката. От юли 2009 г. XLI народно събрание прибавя към Министерството на икономиката и енергетиката ресора „Туризъм“ и така новото ведомство получава името Министерство на икономиката, енергетиката и туризма.
През май 2013 г. ресорът „Туризъм“ отново е изведен от министерството – в Държавна агенция по туризъм. От 7 ноември 2014 г. Народното събрание, на основание чл. 87 т. 7 и чл. 108 от конституцията на Република България, гласува разделянето Министерството на икономиката и енергетиката на Министерство на икономиката и Министерство на енергетиката, и създава Министерство на туризма.

## Министри на икономиката и енергетиката (2005 – 2009)
| правителство | име            | дати                         | партия | партия |
| ------------ | -------------- | ---------------------------- | ------ | ------ |
| Станишев     | Румен Овчаров  | 17 август 2005 – 18 юли 2007 | БСП    |        |
| Станишев     | Петър Димитров | 18 юли 2007 – 27 юли 2009    | БСП    |        |

## Министри на икономиката, енергетиката и туризма (2009 – 2013)
| правителство | име            | дати                        | партия     | партия |
| ------------ | -------------- | --------------------------- | ---------- | ------ |
| Борисов 1    | Трайчо Трайков | 27 юли 2009 – 15 март 2012  | ГЕРБ       |        |
| Борисов 1    | Делян Добрев   | 21 март 2012 – 13 март 2013 | ГЕРБ       |        |
| Райков       | Асен Василев   | 13 март 2013 – 29 май 2013  | безпартиен |        |

## Министри на икономиката и енергетиката (2013 – 2014)
| правителство | име              | дати                           | партия     | партия |
| ------------ | ---------------- | ------------------------------ | ---------- | ------ |
| Орешарски    | Драгомир Стойнев | 29 май 2013 – 6 август 2014    | БСП        |        |
| Близнашки    | Васил Щонов      | 6 август 2014 – 7 ноември 2014 | безпартиен |        |